# Прат, Итамар
Итамар Прат (ивр. איתמר פרת‎, 1933, Амстердам — 4 августа 2025) — израильский поэт и писатель, литературный редактор, переводчик, геолог.

## Биография
Прат родился в 1933 году в Амстердаме. В 1939 году после начала Второй мировой войны он эмигрировал в Израиль. На протяжении всей своей карьеры Прат много писал и опубликовал ряд сборников стихов.
Итамар Прат умер 4 августа 2025 года в возрасте 92 лет.